# Richard Overy

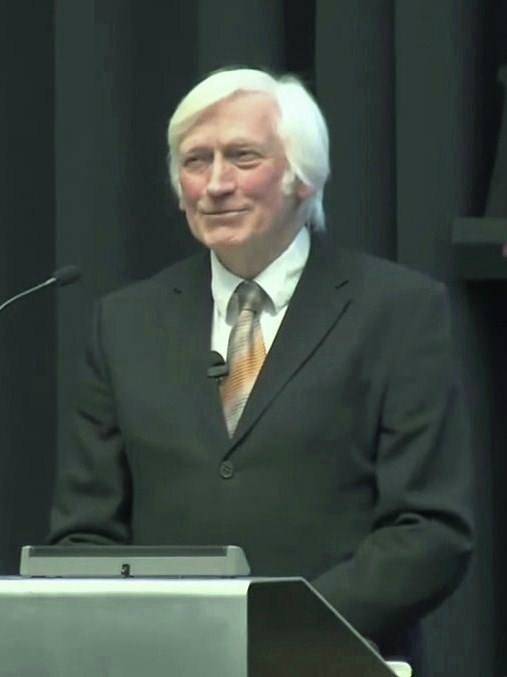
Richard Overy in 2015

Richard James Overy (23 december 1947) is een Brits historicus, gespecialiseerd in de militaire geschiedenis van de Tweede Wereldoorlog.

## Biografie
Overy studeerde aan het Gonville and Caius College te Cambridge en werd daarna docent en vanaf 1994 professor Moderne Geschiedenis aan de Universiteit van Exeter.
In de late jaren tachtig werd hij bekend door de felle debatten die hij voerde met de marxistisch georiënteerde historicus Timothy Mason over de oorzaken van de Tweede Wereldoorlog. Hij bestreed de opvatting dat het vooral economische motieven waren die Duitsland in de oorlog dreven (zoals Mason beweerde), maar stelde dat het vooral te maken had met keuzes die aan de top van het nazi-regime werden gemaakt, welke zichzelf op een gegeven moment vanuit de groep psychologisch versterkten, versterkt door het karakter van Hitler, ondersteund vanuit een sterk gevoel van onvrede bij het Duitse volk.
Vanaf de jaren negentig groeide Overy uit tot een internationale coryfee op het domein van dictatoriale regimes en de militaire geschiedenis van de Tweede Wereldoorlog. Veel geprezen werden zijn ook in het Nederlands vertaalde standaardwerken over de Processen van Neurenberg (De verhoren, 2001) en Dictators (een analyse van het bewind van Hitler en Stalin, 2001).

## Publicaties
- William Morris, Viscount Nuffield (1976), ISBN 0-900362-84-7
- The Air War, 1939-1945 (1980), ISBN 1-57488-716-5
- The Nazi Economic Recovery, 1932-1938 (1982), ISBN 0-521-55286-9
- Goering: The "Iron Man" (1984), ISBN 1-84212-048-4
- All Our Working Lives (1984), ISBN 0-563-20117-7
- The Origins of the Second World War (1987), ISBN 0-582-29085-6.
- Met Timothy Mason: "Debate: Germany, 'Domestic Crisis' and War in 1939" in Past and Present, nr. 122, 1989 herdrukt als "Debate: Germany, 'Domestic Crisis' and the War in 1939", 1997,  ISBN 0-34-067640-X.
- The Road To War (1989), ISBN 0-14-028530-X
- The Inter-War Crisis, 1919-1939 (1994), ISBN 0-582-35379-3
- War and Economy in the Third Reich (1994), ISBN 0-19-820290-3
- Why the Allies Won (1995), ISBN 0-224-04172-X ; Nederlands: Waarom de geallieerden wonnen
- The Penguin Historical Atlas of the Third Reich (1996), ISBN 0-14-051330-2
- The Times Atlas of the Twentieth Century (ed., 1996), ISBN 0-7230-0766-7
- Bomber Command, 1939-45 (1997), ISBN 0-00-472014-8
- Russia's War: Blood upon the Snow (1997), ISBN 1-57500-051-2 ; Nederlands: Ruslands oorlog
- The Times History of the 20th Century (1999), ISBN 0-00-716637-0
- The Battle (2000), ISBN 0-14-029419-8
- Interrogations: The Nazi Elite in Allied Hands, 1945 (2001), ISBN 0-7139-9350-2 ; Nederlands: De verhoren
- Germany: A New Social and Economic History. Vol. 3: Since 1800 (2003), ISBN 0-340-65215-2 ; Nederlands: Kroniek van het Derde Rijk
- The Times Complete History of the World (2004), ISBN 0-00-718129-9
- The Dictators: Hitler's Germany and Stalin's Russia (2004) ISBN 0-7139-9309-X Nederlands: Dictators
- Collins Atlas of Twentieth Century History (2005), ISBN 0-00-720170-2
- Imperial War Museum's Second World War Experience Volume 1: Blitzkrieg (2008), ISBN 978-1-84442-014-8 ; Nederlands: 1939
- Imperial War Museum's Second World War Experience Volume 2: Axis Ascendant (2008), ISBN 978-1-84442-008-7
- The Morbid Age: Britain Between the Wars (2009), ISBN 978-0-71399-563-3
- 14-18 "From Sarajevo to Versailles (2014) Nederlandse uitgave bij Lannoo
- Blood and Ruins: The Great Imperial War (2021)